# Колокольчик твёрдолистный
Колоко́льчик твё́рдолистный (также Мзымте́лла жё́стколистная) (лат. Campanula sclerophylla, Mzymtella sclerophylla) — вид цветковых растений рода Колокольчик (Campanula) семейства Колокольчиковые (Campanulaceae).
Эндемик Кавказа, растёт только в ущелье Ахцу в среднем течении Мзымты на территории Сочинского национального парка.  Находится в критическом состоянии — в августе 2021 года сотрудники нацпарка нашли всего около сотни экземпляров растения, с 2007 года включён в Красную книгу Краснодарского края.
Травянистое растение с розетками яйцевидно-овальных листьев на разветвлениях, на стеблях уменьшенные, 2–3 см длиной, все листья кожистые, жёсткие.  Кистевидные соцветия из 15—20 цветков синего цвета длиной до 20 см.